# Église Notre-Dame de Germigny-l'Exempt
L'église Notre-Dame est située sur la commune de Germigny-l'Exempt, dans le département du Cher, en France.

## Localisation
Notre-Dame se trouve au centre du bourg de Germigny-l'Exempt.

## Historique
Entre le Xe siècle et le début du XIIe siècle, la châtellenie de Germigny appartient à la famille de Bourbon. Momentanément confisquée par les Capétiens, elle retournera au Bourbonnais entre le début XIIIe siècle et le XVIe siècle.
Sylvain Gouguenheim, spécialiste de la géopolitique impériale et ecclésiastique au Moyen Âge, rappelle dans la revue Le Moyen Âge que "l'iconographie (du portail) de Germigny est d'une grande originalité et porte un message complexe" qu'Emmanuel Legeard a été le premier à "décrypter" en "relevant des aspects ignorés, [qui aboutissent] à des conclusions convaincantes sur les changements combinés, ecclésiologiques et politiques, qui imprimèrent un tournant décisif dans l'histoire de l'Europe." E. Legeard fixe la date de ce portail vers 1215, datation que le spécialiste de l'iconographie médiévale Jean Wirth a acceptée.
Pendant la guerre de Cent Ans, le redoutable routier Bertucat d'Albret, au service des Anglais, s'empare de Germigny, Louis II de Bourbon verse alors une rançon exorbitante pour récupérer la cité.
Un incendie se produit en 1773 qui a nécessité la reconstruction des parties hautes du chœur.
Le clocher et le porche de l'édifice sont classés partiellement au titre des monuments historiques par arrêté du 2 mars 1912 et, en complément, la nef et le chœur sont inscrits par arrêté du 16 décembre 2022.

## Description
Le clocher-porche, d'une hauteur exceptionnelle, fut construit après le siège de 1108 par Louis VI le Gros comme symbole de la ″Pax Dei″ capétienne. Le programme iconographique de son portail intérieur de 1215 est hérité du porche nord du portail ouest de l'église abbatiale de Saint-Gilles du Gard et du porche nord du portail ouest de la cathédrale Notre-Dame de Laon. Le tympan représentant une Sedes Sapientiae est destiné à célébrer le triomphe de l'Église (la Vierge symbolisant l'Église catholique) sur les hérétiques dont le point commun est de rejeter la présence réelle dans l'Eucharistie.

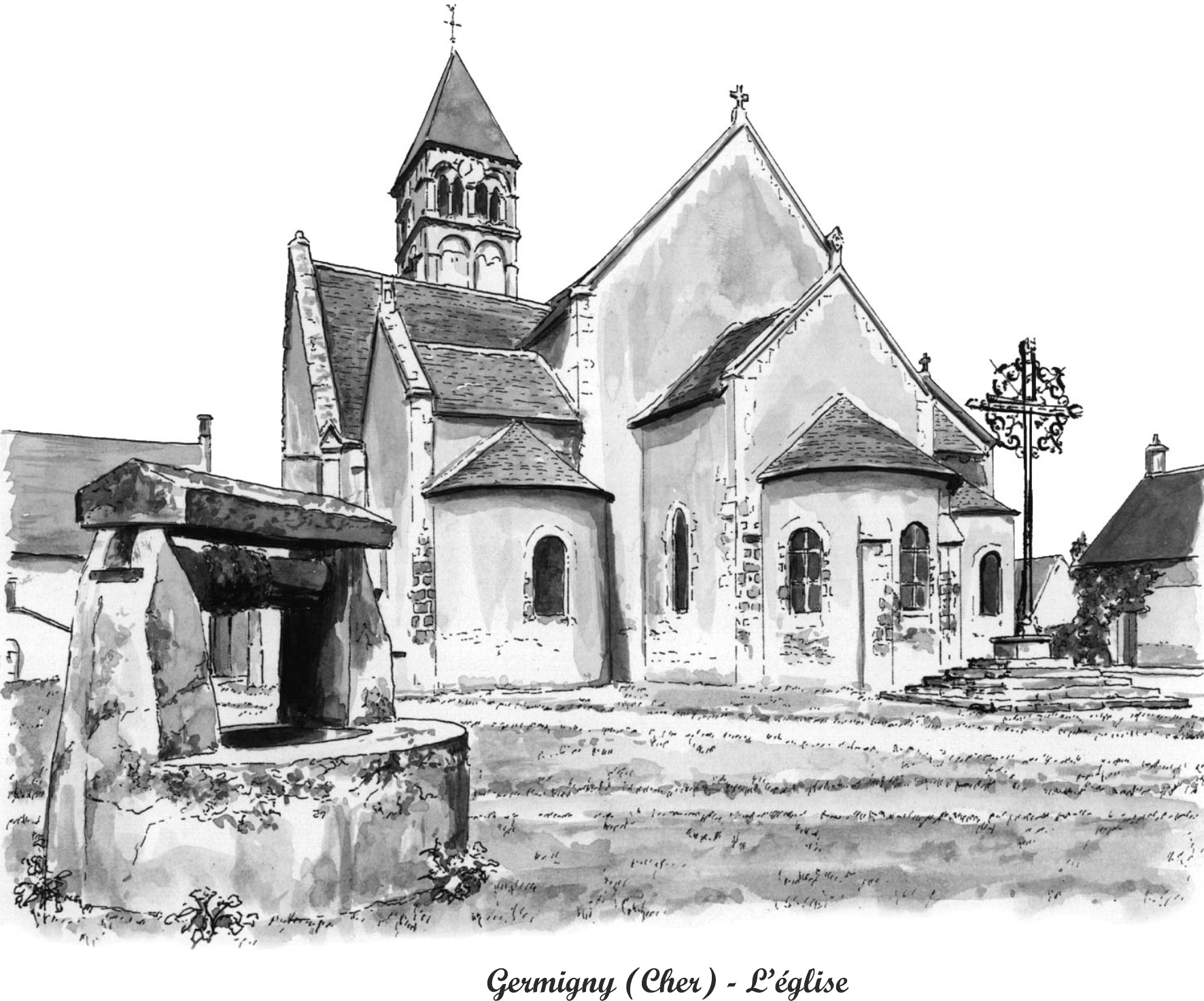
Dessin de Dominique Piat.
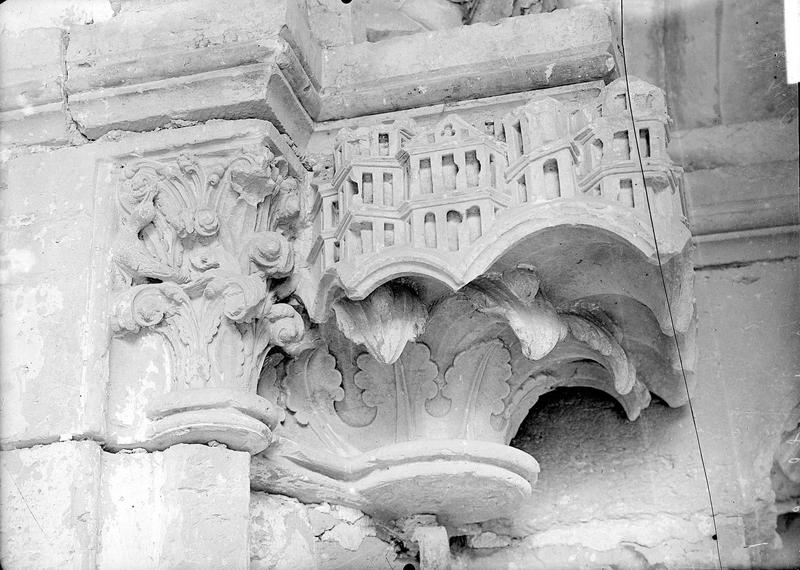
Chapiteau et dais.
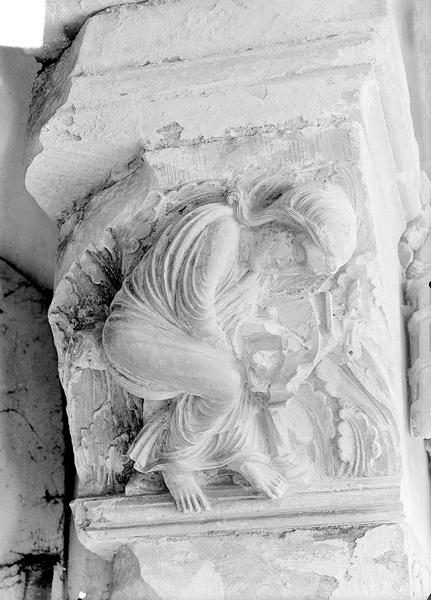
Linteau, console.
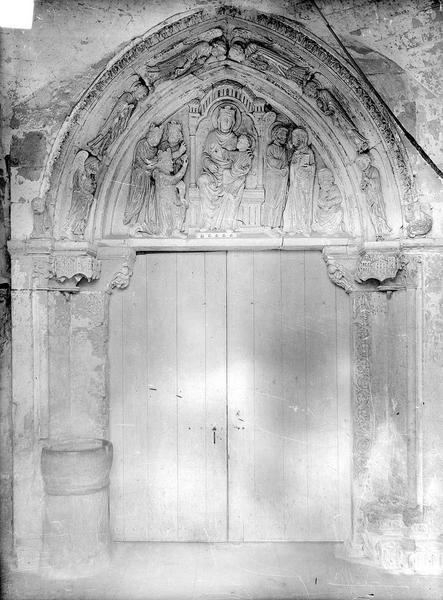
Portail.